# Half-Decent Proposal
«Half-Decent Proposal» (с англ. — «Почти пристойное предложение») — десятый эпизод тринадцатого сезона  мультсериала «Симпсоны». Премьера состоялась 10 февраля 2002 года.

## Сюжет
Храп Гомера выводит Мардж из себя и она ведёт его к доктору Хибберту, который предлагает сделать Гомеру дорогостоящую хирургическую операцию. Отказавшись от врачебных услуг, Мардж вынуждена спать у своих сестёр Пэтти и Сельмы. Живя у них, она узнаёт, что её давний школьный поклонник Арти Зифф страшно разбогател. На пьяную голову Мардж пишет Арти электронное письмо с сексуальной ноткой. Очарованный Зифф садится в вертолёт, прилетает к дому Симпсонов и предлагает Гомеру миллион долларов за возможность провести выходные с Мардж. В конце концов, Мардж принимает предложение вылечить храп Гомера.
Сначала Мардж наслаждается компанией Арти, но во время инсценировки выпускного вечера в старшей школе он обманом заставляет её целоваться против ее воли. Пытаясь прокрасться на выпускной, Гомер замечает этот момент. Не зная точных обстоятельств, он опустошен. Разъяренная Мардж покидает Арти и возвращается домой, и обнаруживает, что Гомер ушел и оставил записанное на плёнку сообщение, в котором говорится, что он уехал из Спрингфилда с Ленни работать на нефтяном месторождении — «работу для самоубийц».
Во время работы на нефтяной вышке в Западном Спрингфилде Гомер и Ленни случайно подожгли муравья. Пламя быстро распространилось и подожгло всю буровую установку, поставив под угрозу жизни обоих мужчин. Барт выслеживает местонахождение Гомера. Мардж отбрасывает гнев на Арти и зовет его на помощь. Он использует свой частный вертолёт и летит в Западный Спрингфилд, чтобы спасти Гомера и Ленни. Сначала Гомер и Ленни неохотно принимают его помощь, но Арти признает поражение и говорит Гомеру, что ему никогда не завоевать любовь Мардж, даже с его состоянием. Ленни удивлён, увидев, что Карл тоже находится на борту вертолёта. Он и Гомер спасены незадолго до обрушения буровой установки.
Вместо того, чтобы заплатить Симпсонам 1 миллион долларов, Арти дает Гомеру устройство, которое превращает его храп в «успокаивающую музыку». Однако устройство также позволяет Арти наблюдать за Мардж через скрытую камеру и передавать подсознательные сообщения, чтобы убедить её покинуть Гомера…